# Esperanza Denswil
Esperanza Denswil, beter bekend onder haar artiestennaam Pink Oculus (Rotterdam)  is een Nederlands singer-songwriter, rapper, producer en actrice.
In 2016 kwam ze met de EP Delicious, die haar op de veel festivals neerzette, waaronder Glastonbury en North Sea Jazz. 

## Levensloop
Denswil werd geboren in Rotterdam. Op 2-jarige leeftijd verhuisde ze naar Amsterdam, waar ze opgroeide en gevoel voor muziek en dans ontwikkelde. Ze studeerde aan Dansacademie Lucia Marthas. In het seizoen 2006-2007 speelde ze het personage Imani Ido Asad in de soapserie Onderweg naar Morgen. Ze studeerde aan het Albeda Music College en in 2010 bracht ze een eerste gratis te downloaden EP uit met de titel The Birthday EP. In hetzelfde jaar bracht ze samen met Daniel Wils onder de naam Numaads bij het Duitse label Project Mooncircle een EP uit met de titel Now.
In 2013 werkte ze samen met kunstenaar en dirigent Bouba Dola en introduceerde ze haar alter ego Pink Oculus. Samen met Badjekkah, een hiphop-formatie bestaande uit Mano Yeah en Gino Cochise maakte ze het nummer Sweat. Dit nummer werd opgepikt door NPO 3FM DJ Giel Beelen via Angelique Houtveen, die destijds DJ was bij NPO Radio 6. In 2014 stond ze samen met Badjekkah op Eurosonic Noorderslag. In februari 2014 werd ze uitgeroepen tot 3FM Serious Talent.
In februari 2015 kwam haar tweede single uit met de titel Overdue. In 2016 tekende ze bij platenlabel TopNotch en in oktober van dat jaar bracht ze een EP uit met de titel Delicous. Voorafgaand aan deze release in Paradiso was ze op 29 september 2016 te gast in het televisieprogramma De Wereld Draait Door.
In 2022 bracht ze debuutalbum Before Wisdom uit. OOR noemde het "een totaal compromisloos albumdebuut" en "rauwe kost van de hoogste artistieke waarde". Dagblad van het Noorden noemde het "een prachtig albumdebuut" en "een overtuigend artistiek statement".